# イーグルス (女子アメリカンフットボール)
イーグルス（Eagles）は、アマチュアの女子アメリカンフットボールチーム。東京を拠点に活動する、日本国内に存在する4チームの内の一つ。
2015年5月現在、日本国内にある女子アメフトチームは、東京を拠点とするEagles（イーグルス）、Tokyo BLAZE（東京ブレイズ）、大阪を拠点とするWILD CATS（ワイルドキャッツ）、F.F.LANGULLS（F.F.ランガルズ）がある。

## 背景
日本国外（アメリカ合衆国）でのプレー経験も持つ、女子アメリカンフットボールプレーヤーである、山根加津子により、2014年3月30日に発足された。
発足当初から2015年5月現在において、チーム体制の構築に苦戦しており、未だ公式戦は未経験。
現在チーム体制構築のため、コーチ、チームメンバーを募集している。

## グアム遠征
2014年3月に、F.F.LANGULLSとEaglesの合同チームで、グアムへ遠征し、グアムチーム（Lady Raiders）と試合を行った。
Eaglesからは山根が参加、出場している。
試合結果は、28対8で、日本が勝利した。
本試合は現地のメディアでも取り上げられている。（【メディア報道 PNC news（グアム）】）。